# 黑鬚墓蝠
黑鬚墓蝠（Taphozous melanopogon），又稱黑胡鞘尾蝠，是鞘尾蝠科的其中一員。黑鬚墓蝠分佈於柬埔寨、中國、印度、印尼、斯里蘭卡、馬來西亞、泰國、越南及菲律賓等地。在中国大陆，分布于广西、海南、贵州、云南等地，主要生活于岩洞。该物种的模式产地在爪哇。

## 資料來源
1. ↑   Csorba, G., Bumrungsri, S., Helgen,  K., Francis, C., Bates, P., Gumal, M., Balete, D., Heaney, L., Molur, S.  & Srinivasulu, C. . The IUCN Red List of Threatened Species 2008.   [2010-10-6].
2. 1 2  中国科学院动物研究所. . 《中国动物物种编目数据库》. 中国科学院微生物研究所.   [2009-03-27]. （原始内容存档于2016-03-05）.

- 《香港陸上哺乳動物圖鑑》